# Teagete
Il Teage o Teagete (Θεάγης) è un dialogo di Platone oggi generalmente ritenuto spurio.
Si apre con Demodoco, padre di Teage, preoccupato del futuro del figlio. Quest'ultimo desidera infatti la sapienza per gareggiare con gli altri giovani, ed il padre si chiede se mandarlo da un sofista non sia deleterio più che utile: il maestro potrebbe corromperne l'anima. Demodoco si decide infine a cedere alle richieste del figlio, e ricorre all'aiuto di Socrate per farsi consigliare su chi sia il miglior sofista.

## I tipi di sapienza
Il dialogo s'inizia, come di consueto (fin troppo: uno degli argomenti di chi ritiene spurio questo dialogo è proprio l'eccessiva propensione a usare termini e argomentazioni già presenti in altri brani), col cercare un punto d'accordo comune: la conoscenza di quel che si persegue. Socrate inizia infatti a verificare la conoscenza del termine “sapienza” che ha Teage: sapienti sono coloro che sanno. Eppure anche il giovane sa: è stato educato alla lotta, alla musica ed alle lettere. Teage afferma però di cercare un'altra sapienza, ma di non saper definirla; appurato che sia quella del timoniere che dell'auriga è una forma di sapienza, Teage nega di essere interessato a queste.

## La sapienza del tiranno
Socrate nota come finora i tipi di sapienza elencati consentissero di governare qualcosa; chiede perciò a Teage se la sapienza che cerca consente di governare qualcosa e, nel caso, cosa esso sia. Il giovane afferma di cercare la «sapienza in grado di governare gli uomini»; Socrate fa precisare a Teage quali uomini: tutti.
Con un trucco logico di scarso valore, Socrate elenca un buon numero di tiranni: poiché essi governavano tutti gli uomini, ne consegue che se Teage cerca la sapienza che governa ogni uomo, dovrà necessariamente voler diventare un tiranno. Socrate si lancia quindi in un'ironica scena di disperazione, per poi chiedersi dove reperire un maestro di tirannide, allo scopo di soddisfare il volere del giovane.
Poiché Euripide disse: «sapienti sono i tiranni, grazie alla compagnia dei sapienti», il campo d'azione si sposta: in cosa sono sapienti coloro che rendono sapienti i tiranni? In ogni arte in cui qualcuno è sapiente, lo è perché è stato reso tale da persone che ben conoscevano quell'arte; se ne deduce che allora i tiranni saranno stati resi sapienti dalla compagnia di altri esperti tiranni. Teage è disposto a voler frequentare tiranni?
Il giovane finalmente si spazientisce dell'ironia socratica; precisa che sebbene invidi il potere dei tiranni, non è questa la sapienza che desiderava. La sapienza che anela è piuttosto finalizzata a governare gli uomini con il loro consenso e la loro stima.
Socrate tuttavia si fa trovare pronto: poiché la sapienza si acquista da chi ne ha già, Teage dovrà frequentare un ottimo politico, come Pericle. Solitamente, però, i figli di questi ultimi non sono affatto migliori degli altri. Come può, pertanto, insegnare qualcosa chi non è riuscito ad insegnare ai suoi stessi figli?

## La sapienza di Socrate e il suodaimon
Se Teage non sa chi possa dargli la sapienza che desidera, e neppure stima i sapienti come educatori, si pone il problema di come effettivamente egli voglia conquistare la sapienza; è qui che Teage e Demodoco si trovano d'accordo per la prima volta: entrambi concordano nell'indicare Socrate come maestro ideale.
Come consueto, Socrate si sminuisce pesantemente: dopotutto, Demodoco è più anziano ed ha ricoperto diversi ruoli nella città; se egli non possiede la sapienza, come può possederla Socrate? E ancora, in maniera prevedibile, Socrate si lancia in un'ironica lode sperticata dei sofisti, rei di farsi pagare. Essi sanno insegnare molte diverse scienze, a differenza di Socrate, il quale – e qui vi è un'enorme incongruenza con gli altri dialoghi platonici – è formidabile conoscitore solo dell'amore. «Socrate in nessun dialogo ha mai professato una così grande considerazione di sé»: persino nel Simposio, egli dichiarava di conoscere l'amore solo perché gli era stato insegnato da Diotima, la saggia sacerdotessa di Mantinea, per giunta facendo anche la figura dello sprovveduto al suo cospetto.
Ancora più inusuale è il motivo per cui Socrate non vorrebbe adottare il giovane come discepolo: il daimon glielo impedisce. Socrate si lancia in una spiegazione delle azioni del dèmone: esso distoglie e basta, senza mai consigliare (quando già in Senofonte il daimon è capace di impartire direttive positive); inoltre, mediante una serie di aneddoti di cui non c'è menzione in nessun'altra fonte, Socrate spiega l'infallibilità del dèmone, capace anche di consigliarlo sui comportamenti che dovrebbero tenere altre persone. Anche questa è cosa ben inusuale.
Quando il daimon pone il veto su un potenziale discepolo di Socrate, se quest'ultimo decidesse ugualmente di prenderlo con sé non gli arrecherebbe nessun giovamento; può non porre il veto su qualcuno, ma questi potrebbe benissimo non giovarsene ugualmente. Altri, invece, progrediscono in maniera immediata (altra precisazione che non trova riscontro in nessun dialogo), e si dividono in due fazioni: coloro i quali traggono dal filosofo un giovamento sicuro e stabile, e coloro i quali progrediscono solo stando vicini a Socrate, anche solo toccandolo – riferimento al Simposio, 175c.
Socrate, dopo aver precisato il rischio di perdere tempo, non riesce comunque a dissuadere i due. Di malavoglia, accetta Teage come discepolo.